# FURIA Esports
FURIA Esports ist eine 2017 gegründete brasilianische E-Sport-Organisation, welche professionelle Spieler in der Disziplin Counter-Strike: Global Offensive unterstützt.

## Übersicht
FURIA gehört zu den führenden Organisationen in der Disziplin Counter-Strike: Global Offensive der Jahre 2019 bis 2022. In dieser Zeit konnte der Clan mit der ESL Pro League Season 12: North America ein Topturnier gewinnen. Hinzu kommen diverse weitere Turniersiege, etwa beim PGL Major Antwerp 2022: American RMR gegen den nationalen Hauptkonkurrenten Made in Brazil, sowie Siege bei den DreamHack Masters Spring 2020: North America, dem Arctic Invitational 2019 und der ESEA Season 31: Global Challenge. Bei den globalen Finals der ESL Pro League Season 15 erzielte man den geteilten 3./4. Platz. Mit rund 1,5 Millionen US-Dollar an gewonnenem Preisgeld gehört die Organisation zu den Top 20 der erfolgreichsten E-Sport-Organisationen in der Geschichte von Counter-Strike: Global Offensive.
Im Ranking von HLTV rangiert FURIA Esports auf Platz 9 der Weltrangliste (Stand 4. Juli 2025)

## Aktuelles Lineup

### Counter-Strike 2
- Yuri „yuurih“ Boian
- Kaike „KSCERATO“ Cerato
- Gabriel „FalleN“ Toledo (Kapitän)
- Felipe „skullz“ Medeiros (Auswechselbank)
- Mareks „YEKINDAR“ Gaļinskis
- Danil „molodoy“ Golubenko
- Nicholas „guerri“ Nogueira (Coach)[5]